# Liste des châteaux roumains
Voici une liste des châteaux déclarés monuments historiques par le Ministère de la Culture de Roumanie. Cette liste ne comprend que des châteaux de plaisance, voire des châteaux forts qui, à un certain moment de leur histoire, ont été transformés en châteaux de plaisance. Par conséquent, les châteaux forts, les citadelles, les forteresses, les places fortes, voire les autres ouvrages fortifiés (dont les églises fortifiées) de la Roumanie ne se trouvent pas ci-dessous, mais dans la liste de forts, fortifications, citadelles et places fortes en Roumanie.

## Banat

### Județ de Timiș

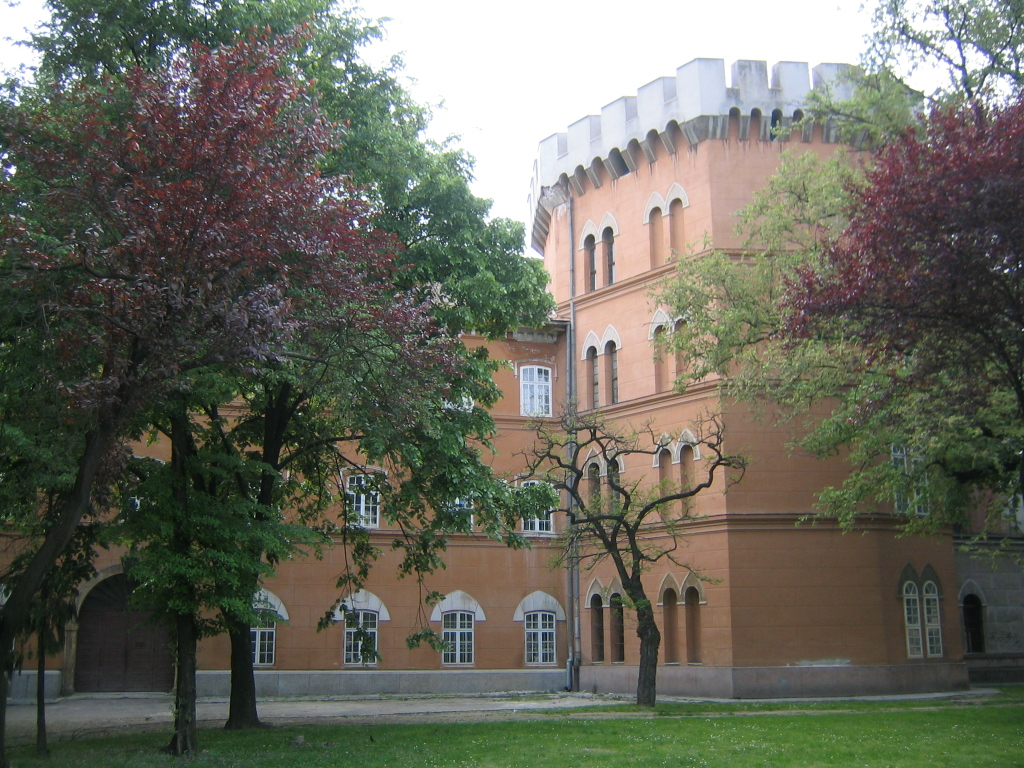
Château de Huniade à Timișoara

- Château de Banloc à Banloc
- Château Mercy de Carani
- Château de Huniade à Timișoara
- Château Nakó de Sânnicolau Mare

## CrișanaetMaramureș

### Județ d'Arad
- Château Misici de Lipova
- Château Bohuș de Șiria
- Château Cernovici de Macea

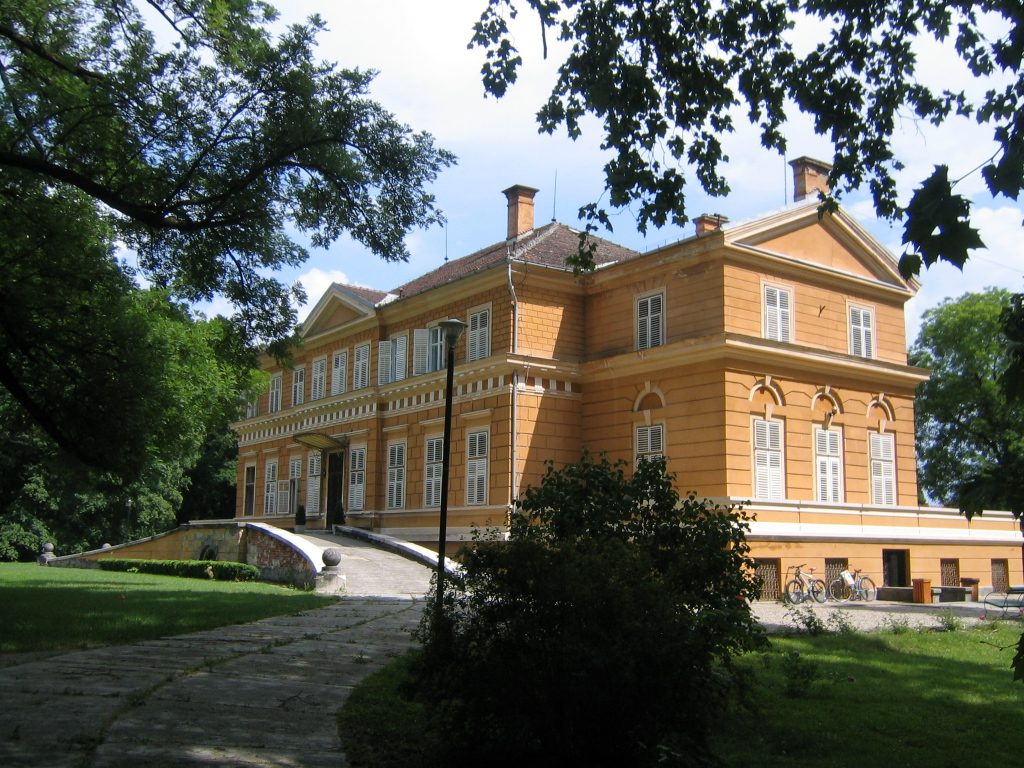
Château Royal de Săvârșin

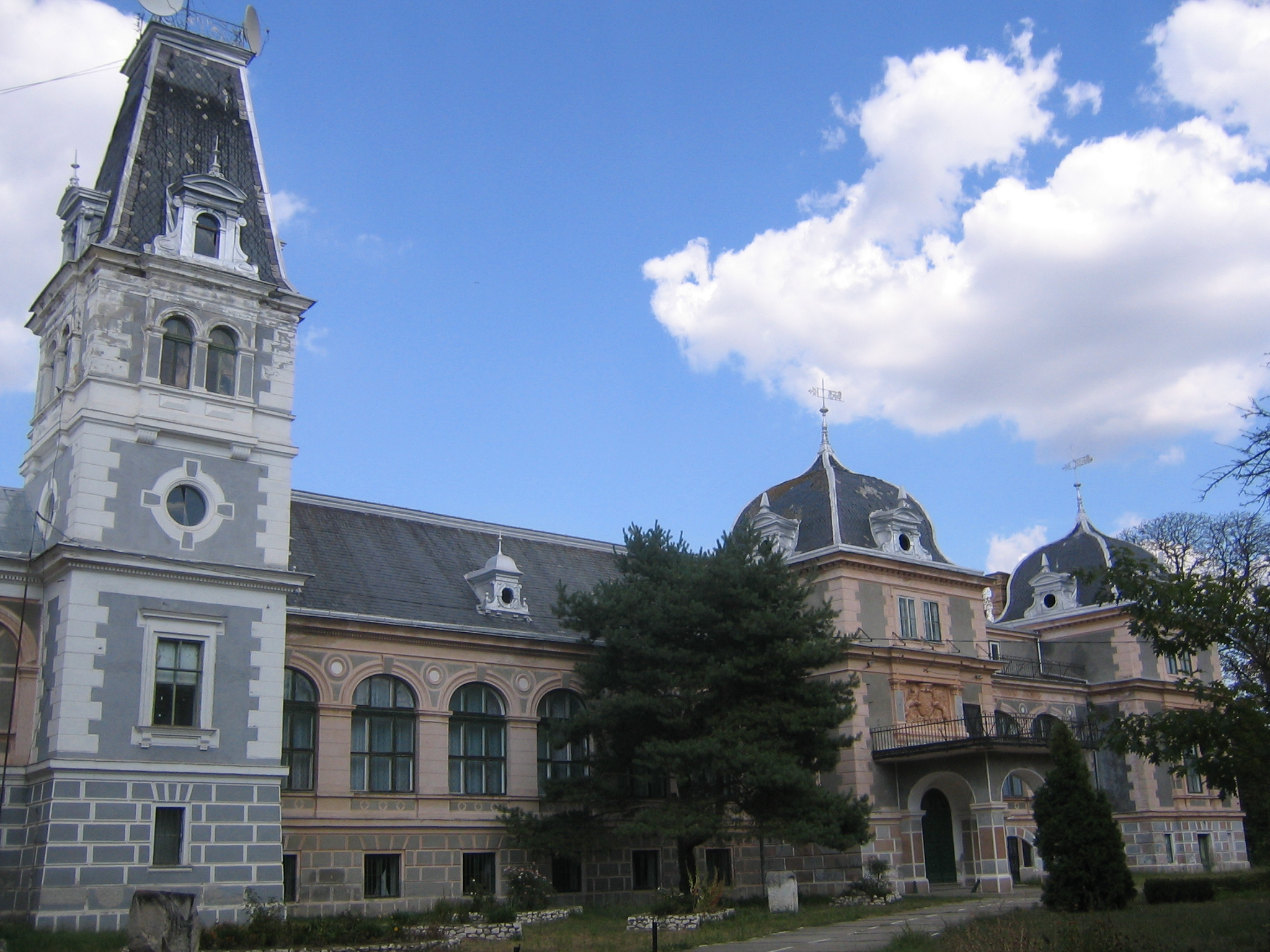
Château Cernovici de Macea

- Château Dietrich-Sukowsky de Pâncota
- Château Konopi de Odvoș
- Château Kövér-Appel de Fântânele
- Château Mocioni de Bulci
- Château Mocioni-Teleki de Căpâlnaș
- Château Teleki de Căpâlnaș
- Château Nopcea d'Arad
- Château Royal de Săvârșin
- Château Salbek de Petriș
- Château Solymosy de Mocrea
- Château Purgly de Șofronea

### Județ de Bihor
- Château Bathyanyi d'Aleșd
- Château Csaky de Marghita
- Château de Ghiorac à Ghiorac
- Château de Sânmartin à Sânmartin
- Château de Țețchea à Țețchea

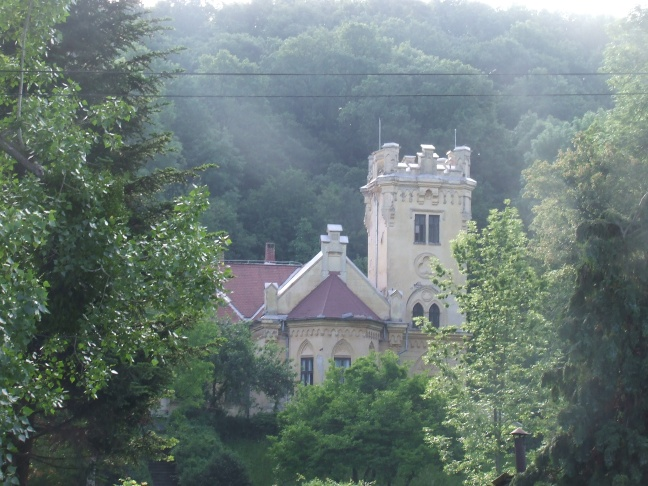
Château Zichy d'Gheghie

- Château Degenfeld-Schomburg de Balc
- Château Toldy de Sânnicolau Român
- Château Miskolczy de Ciumeghiu
- Château Moskovits d'Arpășel
- Château Thelegdy de Tileagd
- Château Zichy de Diosig
- Château Zichy de Gheghie
- Château Zichy de Lugașu de Jos

### Județ de Satu Mare

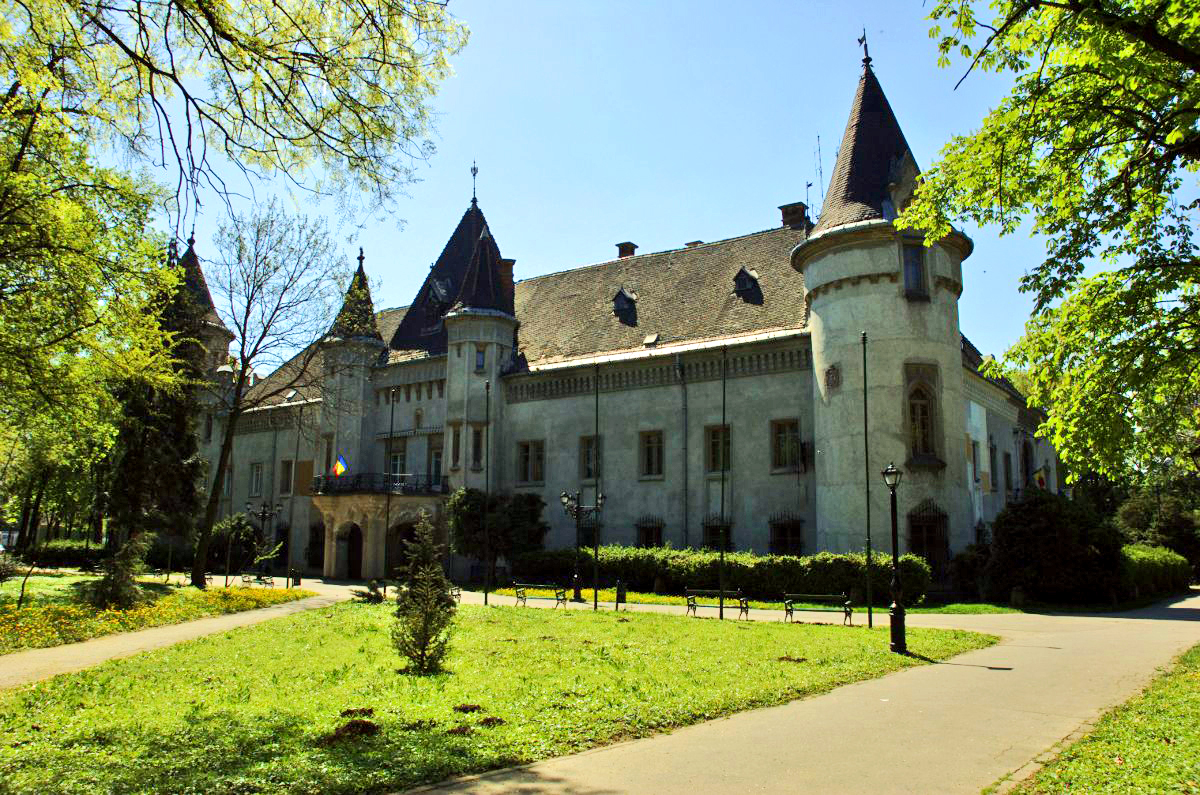
Château Karolyi de Carei

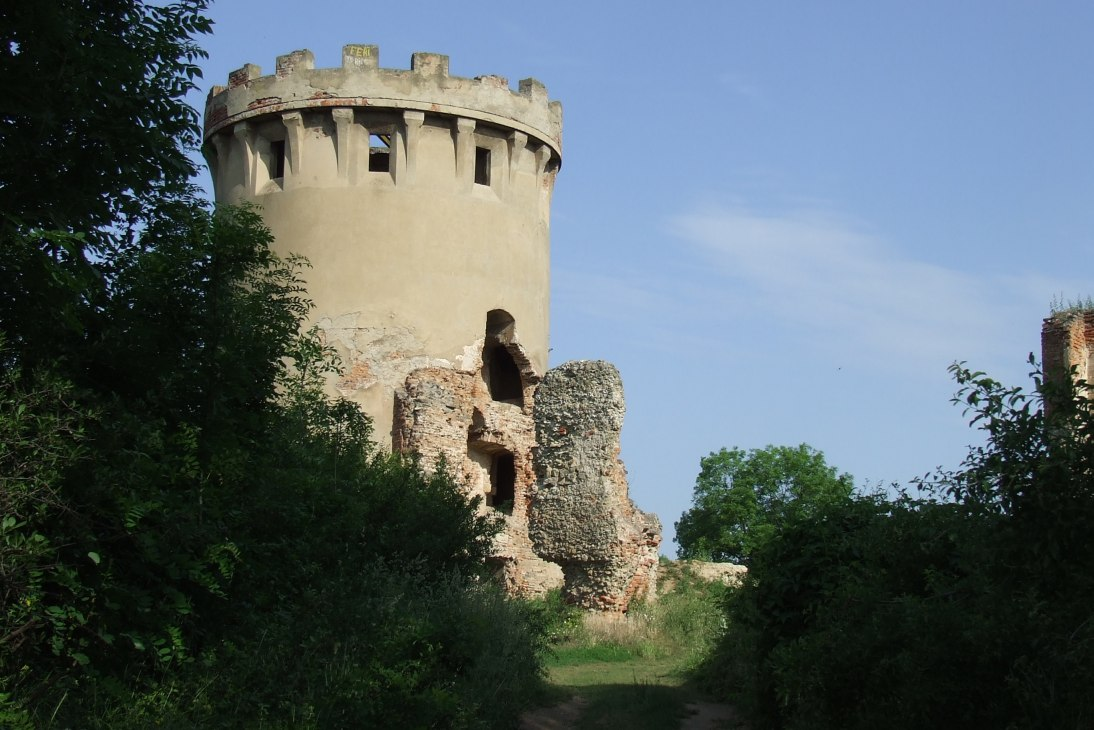
Ruines du château d'Ardud.

- Château Cserey-Fischer de Tășnad
- Château Karolyi d'Ardud
- Château Karolyi de Carei
- Château Lonyai de Medieșu Aurit
- Château Perenyi de Turulung
- Château de Supuru de Sus
- Château Vecsey de Livada

### Județ de Maramureș
- Château Apaffi de Coștiui
- Château Blomberg de Gârdani
- Château Teleki de Pribilești
- Château Pecsi Mihai de Țicău
- Château Teleki de Coltău

## Transylvanie

### Județ d'Alba

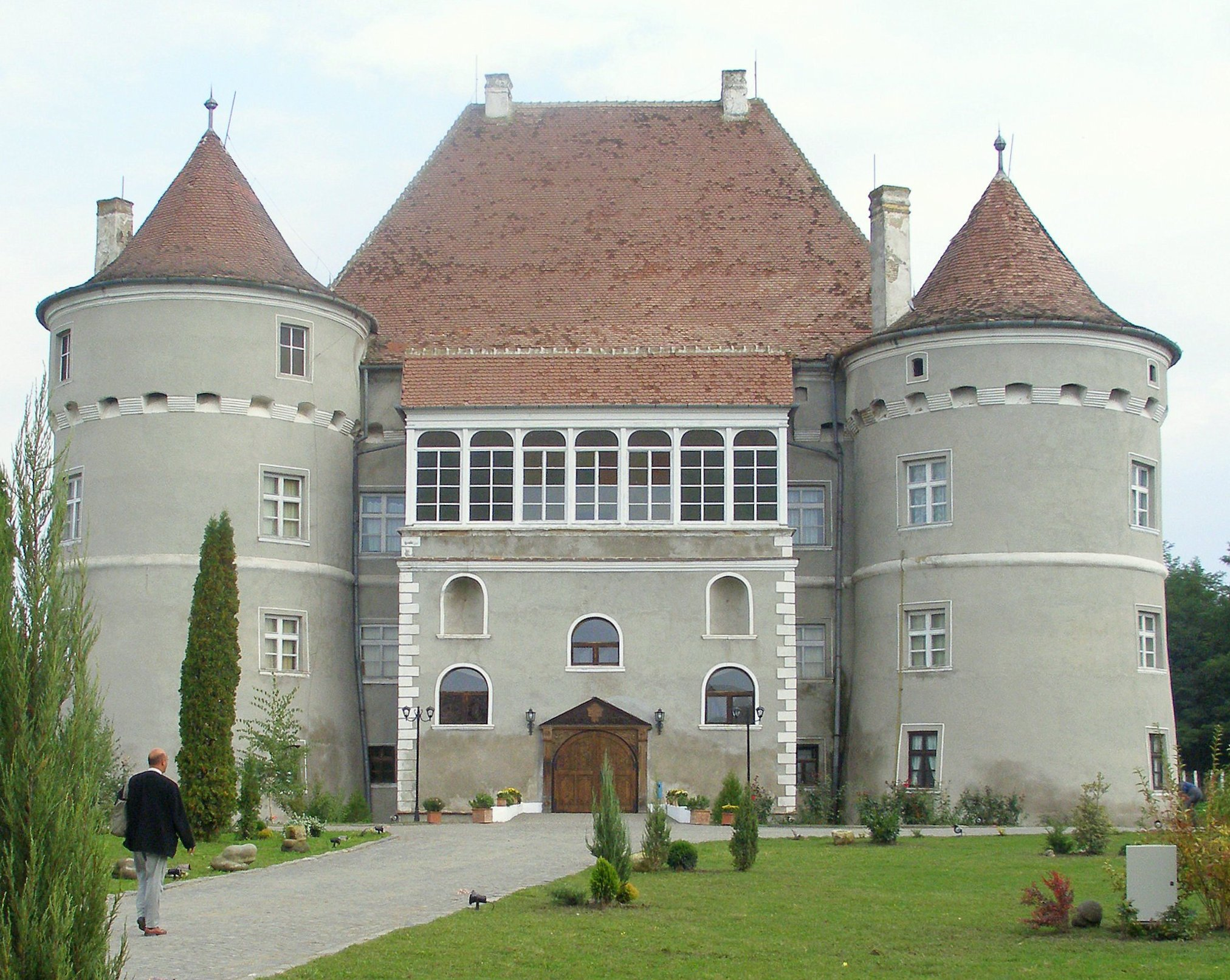
Château Bethlen-Haller de Cetatea de Baltă

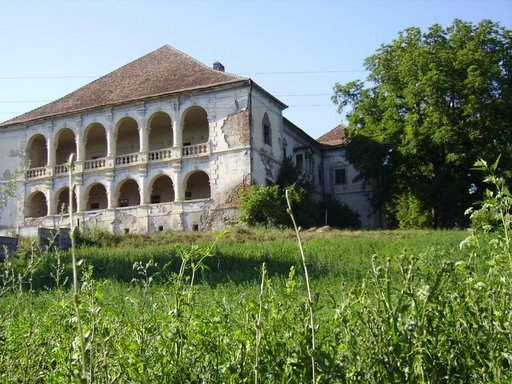
Ruine du Château Alexius et Georgius Bethlen de Sânmiclăuș

- Château Bethlen-Haller de Cetatea de Baltă
- Forteresse de Colțeşti, Colțeşti
- Château Esterházy de Șard
- Château Martinuzzi de Vințu de Jos
- Château de Stremț
- Château Kemény de Sâncrai
- Château Wesselenyi d'Obreja
- Château Mikes de Cisteiu de Mureș
- Château Teleki d'Uioara de Sus
- Château Bethlen d'Aiud
- Château Alexius et Georgius Bethlen de Sânmiclăuș
- Château Kemény de Galda de Jos

### Județ de Bistrița-Năsăud
- Château Hye d'Ilișua
- Château Lázár Imre de Sărata
- Château Rákóczi de Șieu-Măgheruș
- Château Torma de Cristeștii Ciceului
- Château Wesselenyi de Chiochiș
- Château Haller de Matei
- Château Teleki de Comlod
- Château Teleki de Posmuș
- Château Bánffy d'Urmeniș
- Château Bethlen d'Arcalia
- Château Bethlen de Beclean
- Château Bethlen de Cristur-Șieu

### Județ de Brașov
- Château Béldy Ladislau de Budila
- Château Nemes de Budila
- Château Mikes de Budila
- Château de Bran

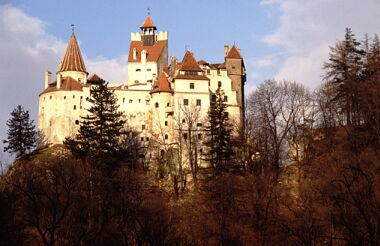
Château de Bran

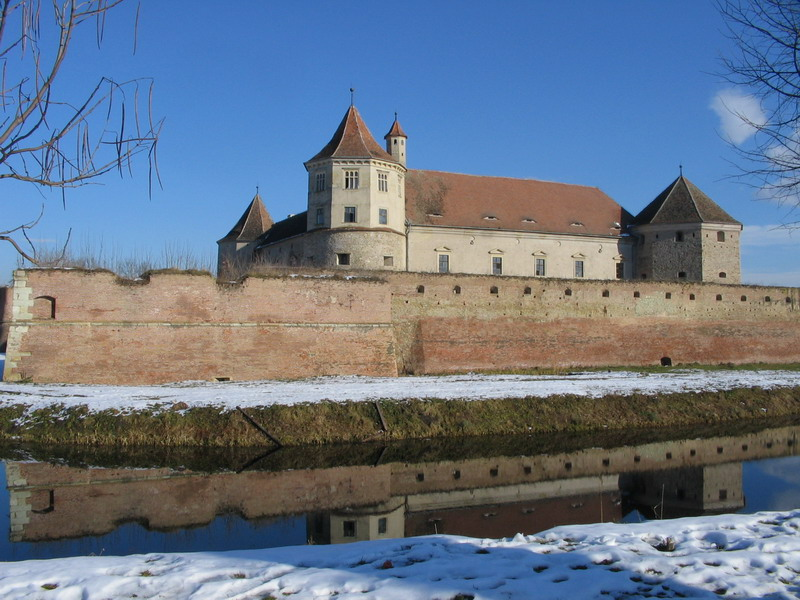
Château de Făgăraș

- Château Brâncoveanu de Sâmbăta de Sus
- Château Brukenthal de Sâmbăta de Jos
- Château Sükösd-Bethlen de Racoș
- Château de Făgăraș
- Château Kálnoky de Hoghiz
- Château Haller de Hoghiz
- Château Guthman-Valent de Hoghiz
- Château de Râșnov

### Județ de Cluj

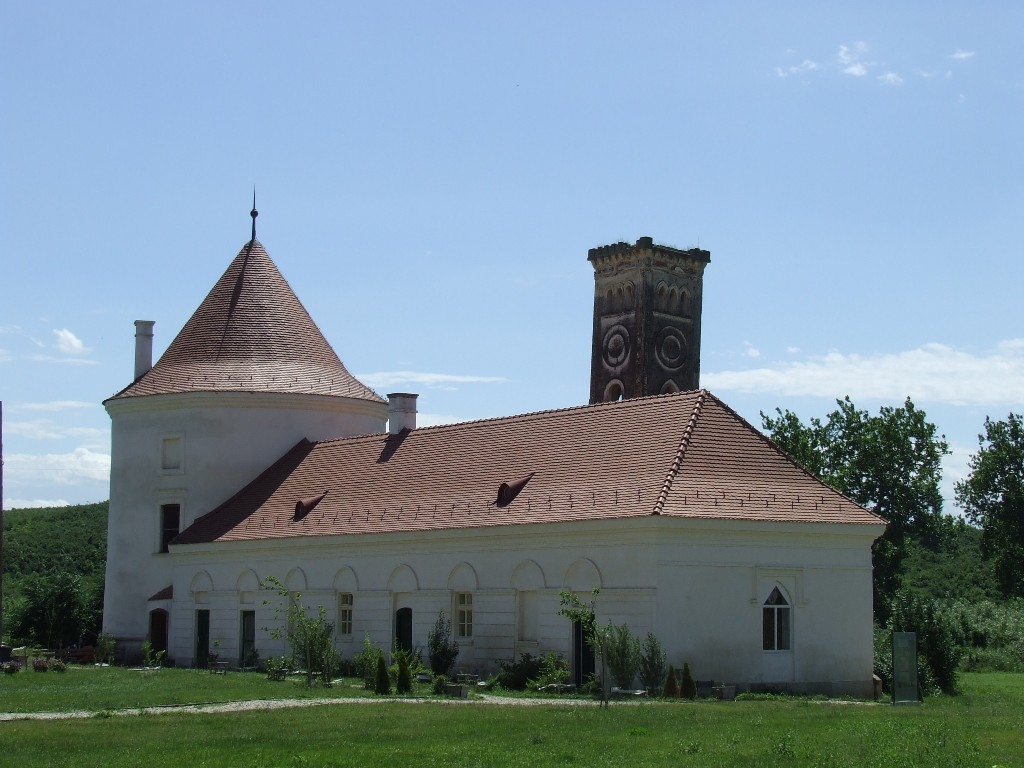
Une aile du Château Bánffy de Bonțida

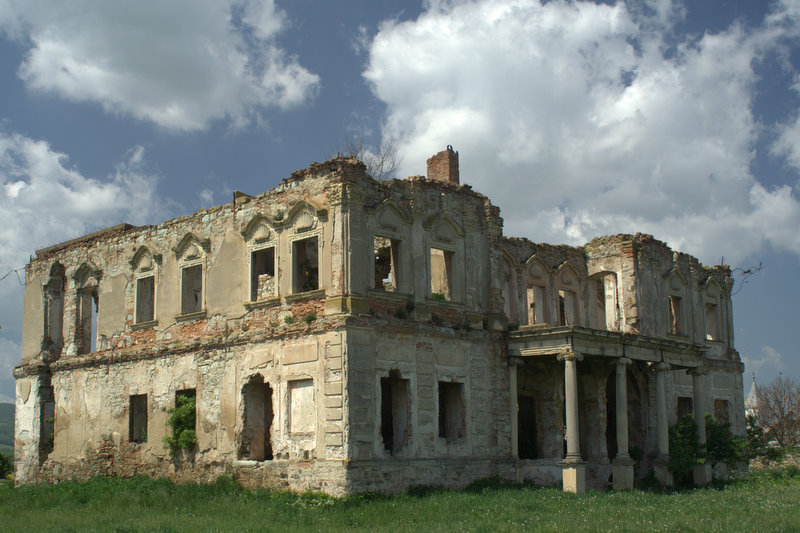
Ruines du Château Haller à Coplean

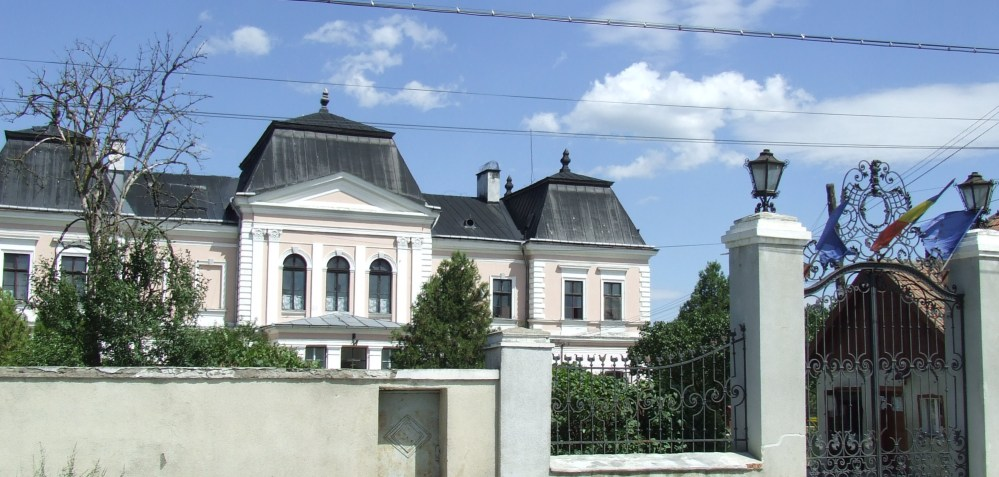
Château Bánffy à Răscruci

| Nom                             | Propriétaire    | Localité     | Date de construction         |
| Château Bánffy de Bonțida       | Famille Bánffy  | Bonțida      | 1437-1543                    |
| Château Bánffy de Borșa         | Famille Bánffy  | Borșa        | XIXe siècle                  |
| Château Kemény de Jucu de Sus   | Famille Kemény  | Jucu de Sus  | XIXe siècle                  |
| Château Bánffy de Răscruci      | Famille Bánffy  | Răscruci     | XVIIIe siècle                |
| Château Béldy de Geaca          | Famille Béldy   | Geaca        | 1880                         |
| Château Bocskai d'Aghireșu      | Famille Bocskai | Aghireșu     | 1572                         |
| Château Haller de Coplean       | Famille Haller  | Coplean      | 1721                         |
| Château Mikes de Săvădisla      | Famille Mikes   | Săvădisla    | XIXe siècle                  |
| Château Jósika de Moldovenești  | Famille Jósika  | Moldovenești | XVIe siècle au XIXe siècle   |
| Château Kemény-Bánffy à Luncani | Kemény-Bánffy   | Luncani      | XVIIIe siècle                |
| Château Kornis de Mănăstirea    | Famille Kornis  | Mănăstirea   | 1573-1593                    |
| Château Teleki de Luna de Jos   | Famille Teleki  | Luna de Jos  | 1650-1700                    |
| Château Veres de Livada         | Famille Veres   | Livada       | XVIIIe siècle au XIXe siècle |
| Château Wass de Țaga            | Famille Wass    | Țaga         | 1769                         |
| Château Wass-Banffy de Gilău    | Wass-Bánffy     | Gilău        | XVe siècle au XVIe siècle    |
| Château de Gilău                | -               | Gilău        | XIIe siècle au XIIIe siècle  |

### Județ de Covasna
- Château Apor de Turia (Torja)
- Château Béldy-Mikes d'Ozun (Uzon)
- Château Mikó d'Olteni (Oltszem)

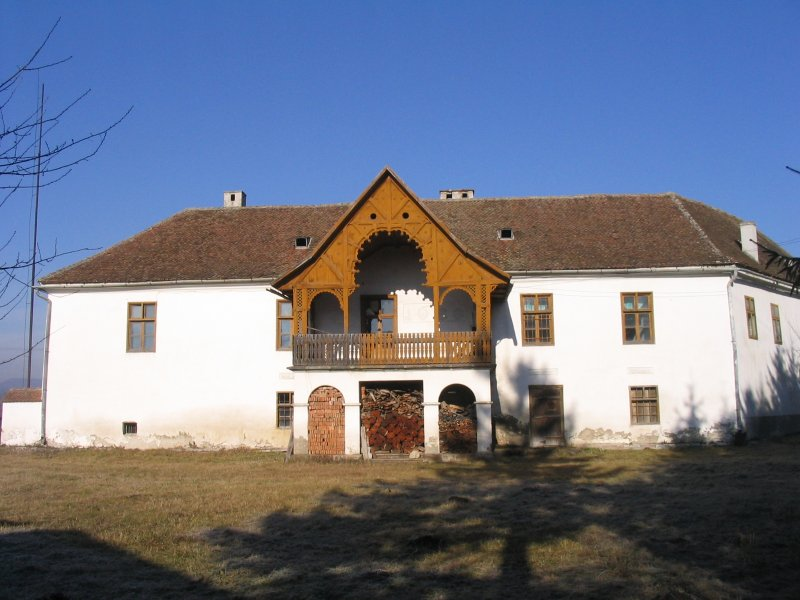
Château Daniel de Tălișoara (Orosztelek)

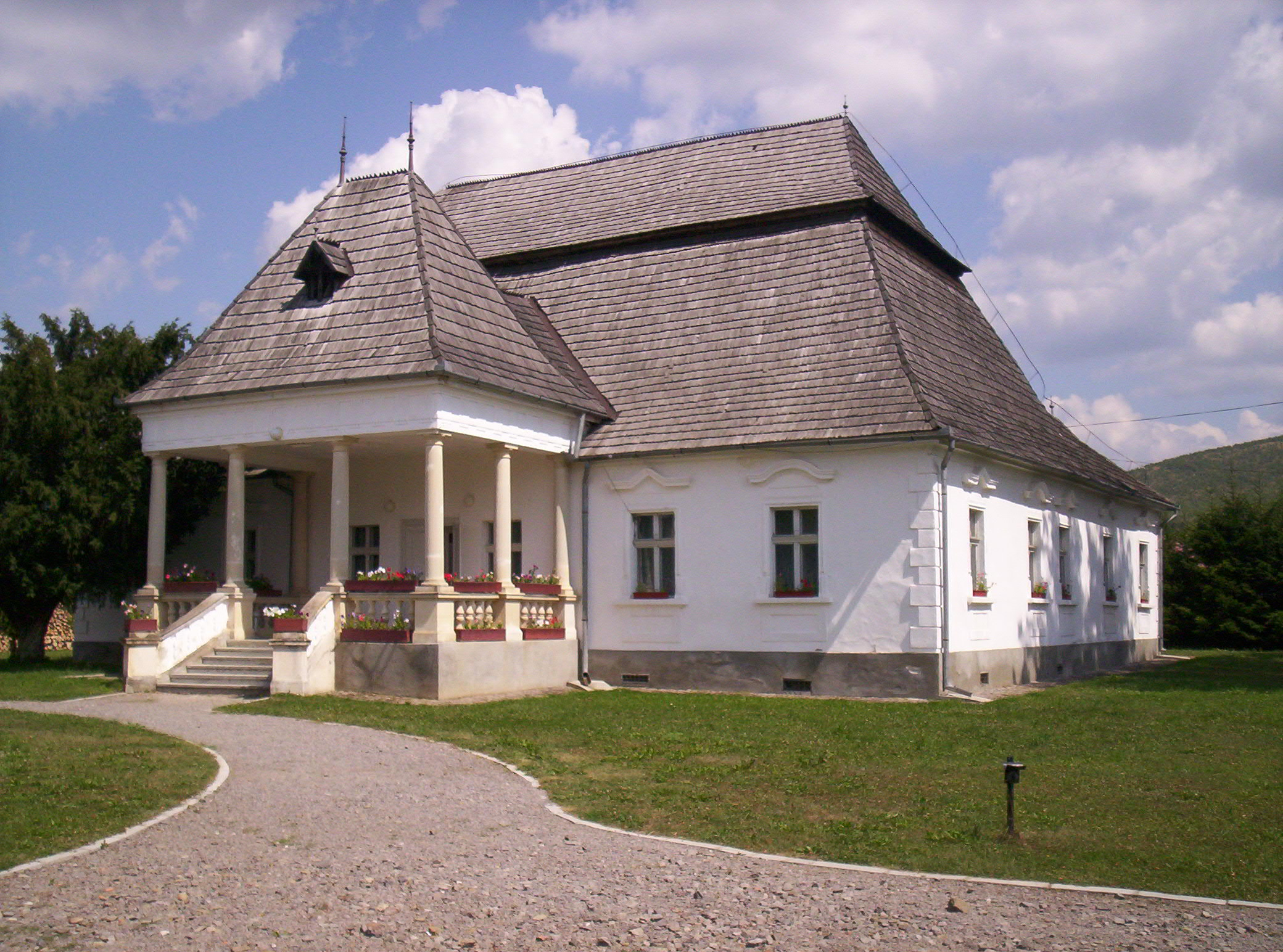
Château Mikes-Szentkereszty de Zagon (Zágon)

- Palais Beör de Sfântu Gheorghe (Sepsiszentgyörgy)
- Château Szentkereszty d'Arcuș (Árkos)
- Château Thury-Bányai de Tamașfalău (Székelytamásfalva)
- Château Daniel de Tălișoara (Orosztelek)
- Château Daniel de Vârghiș (Vargyas)
- Château Nemes de Hăghig (Hídvég)
- Château Kálnoky de Micloșoara (Miklósvár)
- Château Kálnoky de Valea Crișului (Sepsikőröspatak)
- Château Mikes de Zăbala (Zabola)
- Château Mikes-Szentkereszty de Zagon (Zágon)
- Château Mikes de Bixad (Sepsibükszád)

### Județ de Harghita

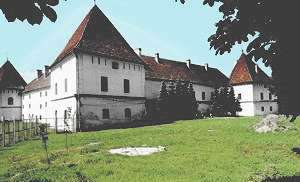
Château Mikó de Miercurea-Ciuc (Csíkszereda)

- Château Apaffi de Tomești (Csíkszenttamás)
- Château Both de Gheorgheni (Gyergyószentmiklós)
- Château Lázár de Lăzarea (Gyergyószárhely)
- Château Mikó de Miercurea-Ciuc (Csíkszereda)

### Județ de Hunedoara
- Magna Curia ou Château Bethlen de Deva
- Château de Hunedoara
- Château Bela Fay de Simeria
- Château Gyulay Ferenc de Mintia
- Château Kendeffy de Sântămăria-Orlea
- Château Nalatzi-Fay de Nălațvad
- Château Pogány de Păclișa
- Château Veress de Bobâlna
- Château Jósika de Brănișca
- Château Nopcsa de Săcel
- Château Nopcsa de Zam

### Județ de Mureș
- Château d'Apalina
- Château Apor d'Abuș
- Château Bornemisza de Gurghiu
- Château de Chendu
- Château Degenfeld de Cuci

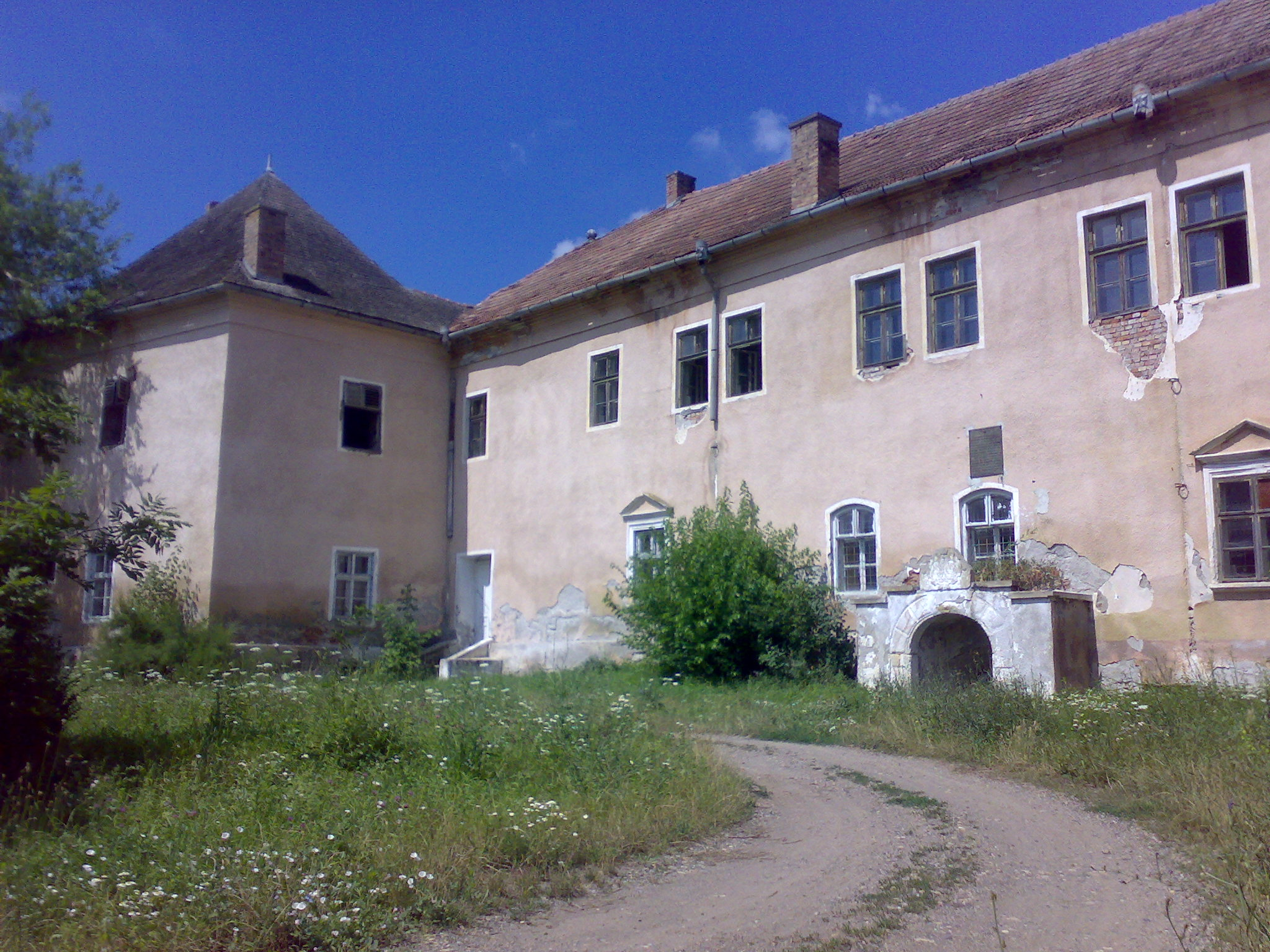
Château Kornis-Rákoczi-Bethlen de Iernut

- Château Dózsa-Barátosi de Trei Sate (Hármasfalu)
- Château d'Eremitu (Nyárádremete)
- Château Kendy-Kemény de Brâncovenești
- Château Kornis-Rákoczi-Bethlen de Iernut
- Château de Lăpușna
- Château Máriaffi de Sângeorgiu de Mureș (Marosszentgyörgy)
- Château de Pănet (Mezőpanit)
- Château Pekri d'Ozd
- Château Rhédey de Sângeorgiu de Pădure (Erdőszentgyörgy)
- Château Rhédey-Rothenthal de Gănești
- Château Toldalagi de Corunca (Koronka)
- Château Ugron de Zau de Câmpie
- Château Haller de Mihai Viteazu
- Château Haller d'Ogra
- Château Haller de Sânpaul
- Château Teleki de Dumbrăvioara
- Château Teleki de Gornești
- Château Bethlen de Bahnea
- Château Bethlen de Boiu
- Château Alexius et Georgius Bethlen de Criș
- Château Alexius et Georgius Bethlen de Mădăraș (Mezőmadaras)

### Județ de Sălaj
- Château Bay de Treznea
- Château Csáky d'Almașu
- Château Béldy de Jibou
- Château Wesselényi de Jibou
- Château Jósika de Surduc
- Château Haller de Gârbou
- Château Bánffy de Nușfalău

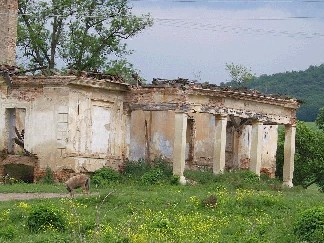
Ruines du Château Csáky d'Almașu

- Château Alexius et Georgius Bethlen de Dragu

### Județ de Sibiu

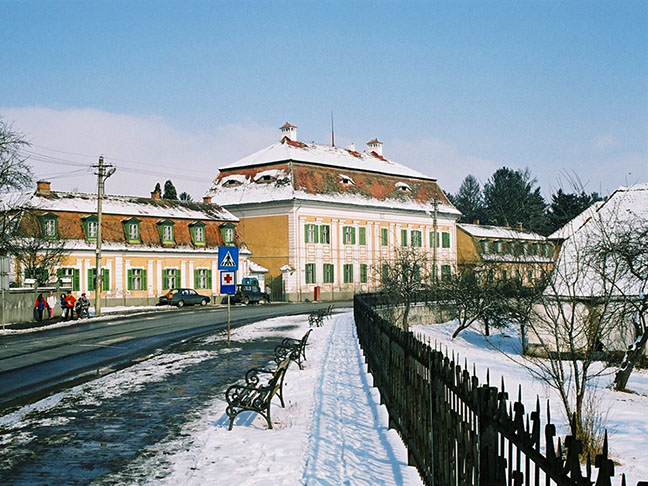
Château Brukenthal d'Avrig

- Châteaux Apaffi de Dumbrăveni
- Château Bolyai de Buia
- Château Tobias de Boarta
- Château Turnu Roșu de Boița
- Château Brukenthal d'Avrig
- Château Brukenthal de Micăsasa

## Moldavie
- Château Sturdza de Miclăușeni

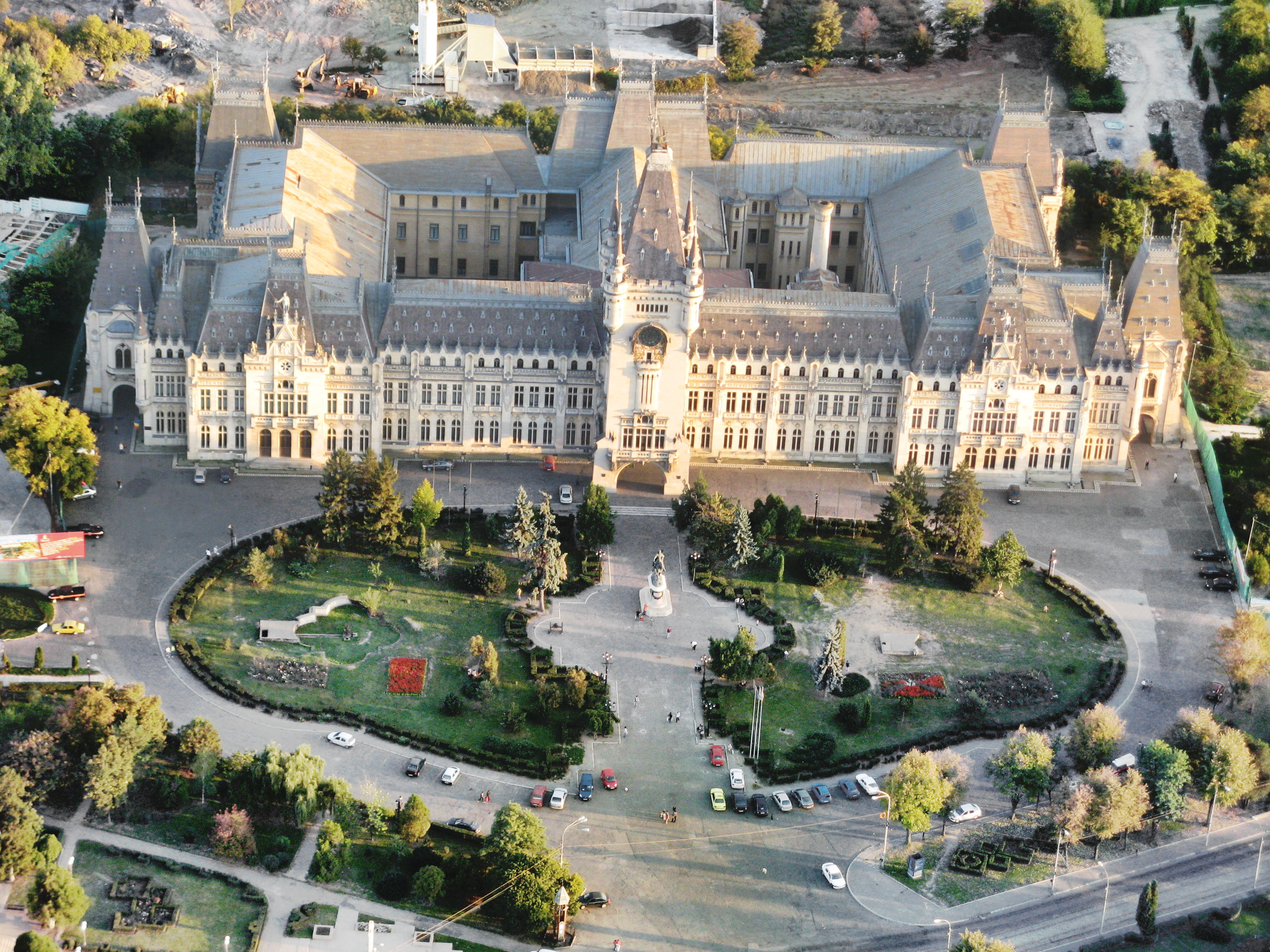
Palais de la Culture de Iași

- Palais Cuza de Ruginoasa à Ruginoasa
- Palais de la Culture de Iași
- Palais Ghica de Comănești

## Munténie
- Château Cantacuzino de Bușteni
- Château Iulia Hasdeu de Câmpina

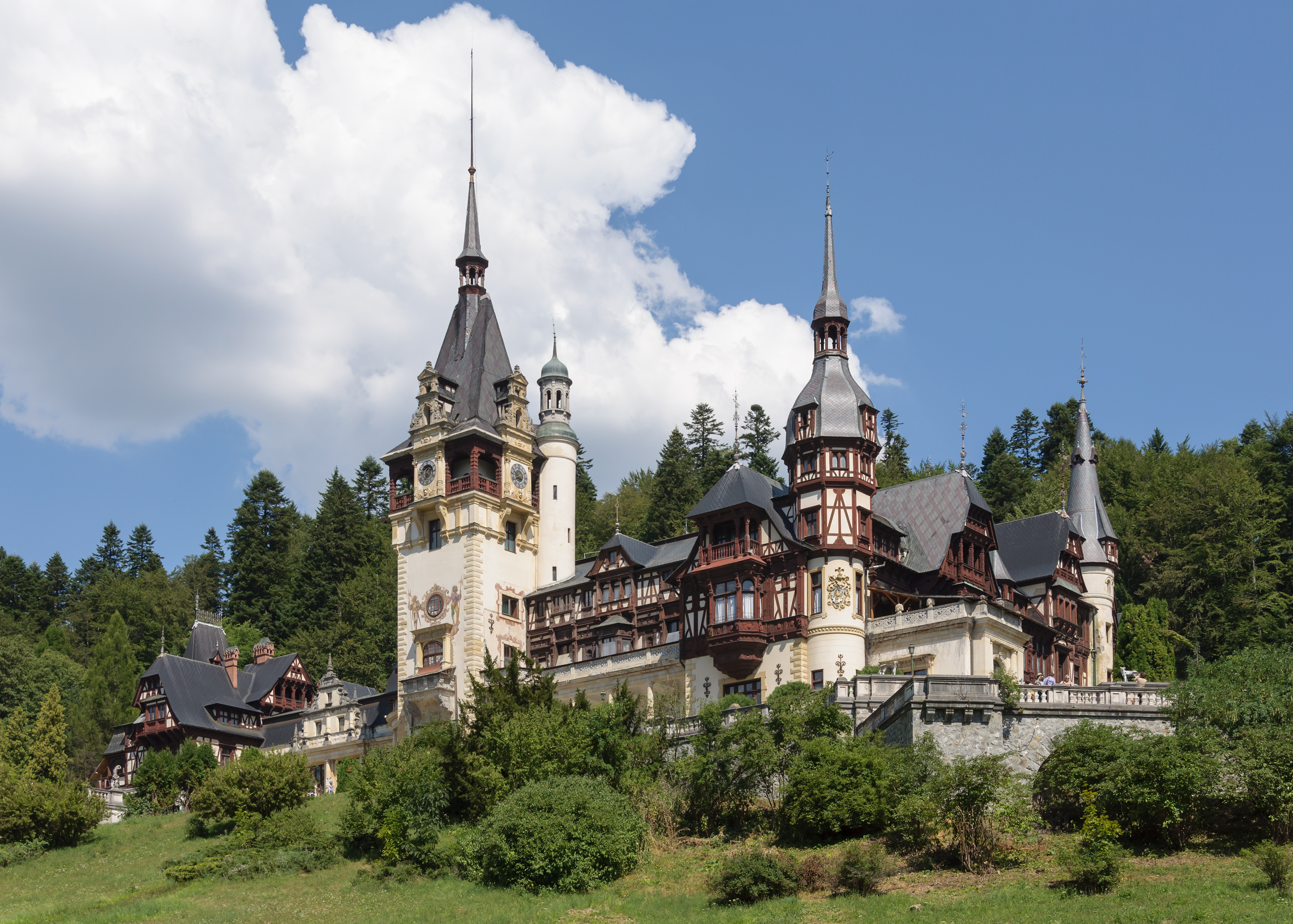
Château de Peleș à Sinaia

- Château Filipescu-Kretzulescu de Drajna
- Palais de Mogoșoaia
- Château de Foișor de Sinaia
- Château Marthe Bibesco de Comarnic
- Château de Peleș à Sinaia
- Château de Pelișor à Sinaia
- Château Văcărescu-Calimachi de Mănești

## Olténie
- Palais Constantin Mihail de Craiova

## Galerie

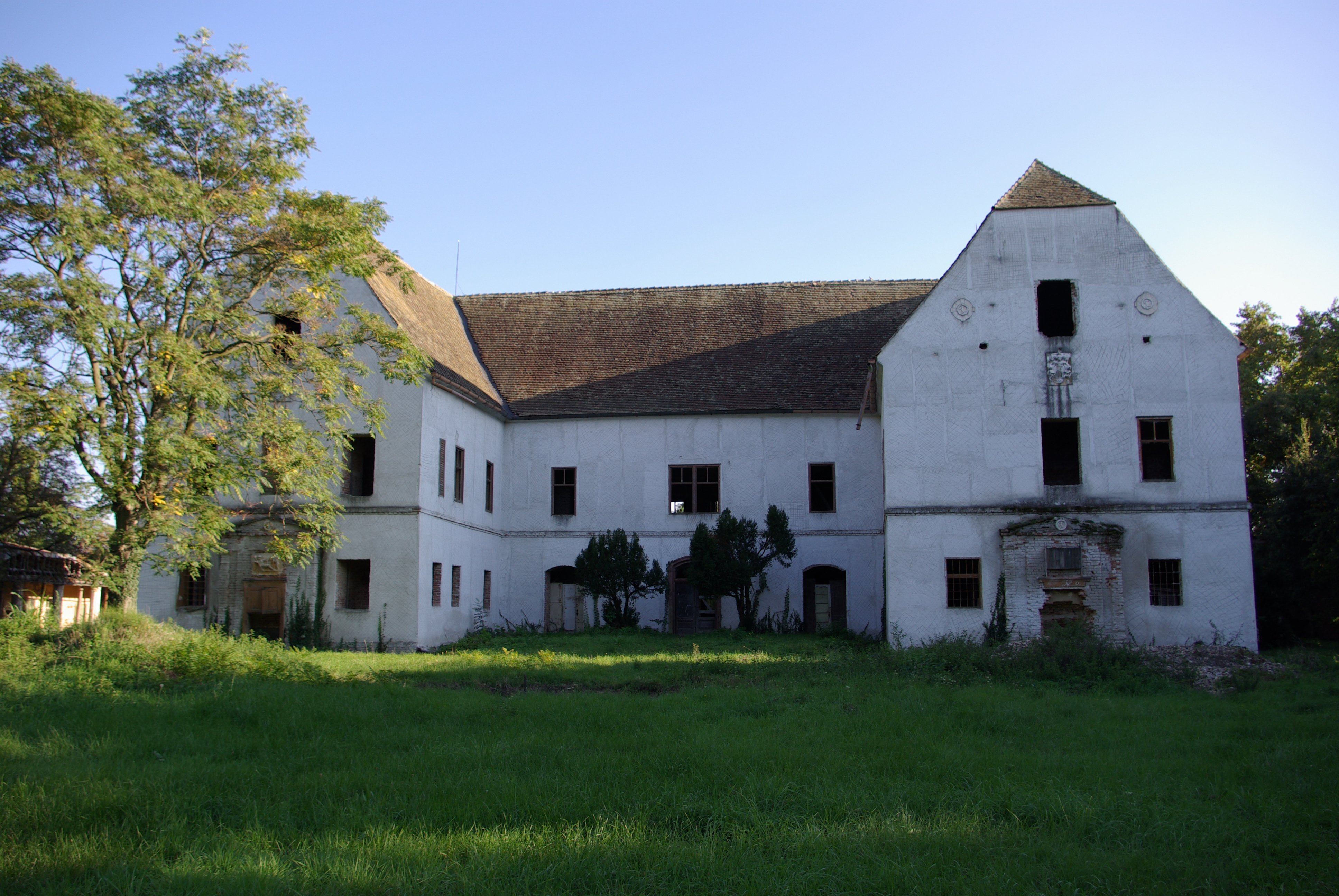
Château de Banloc
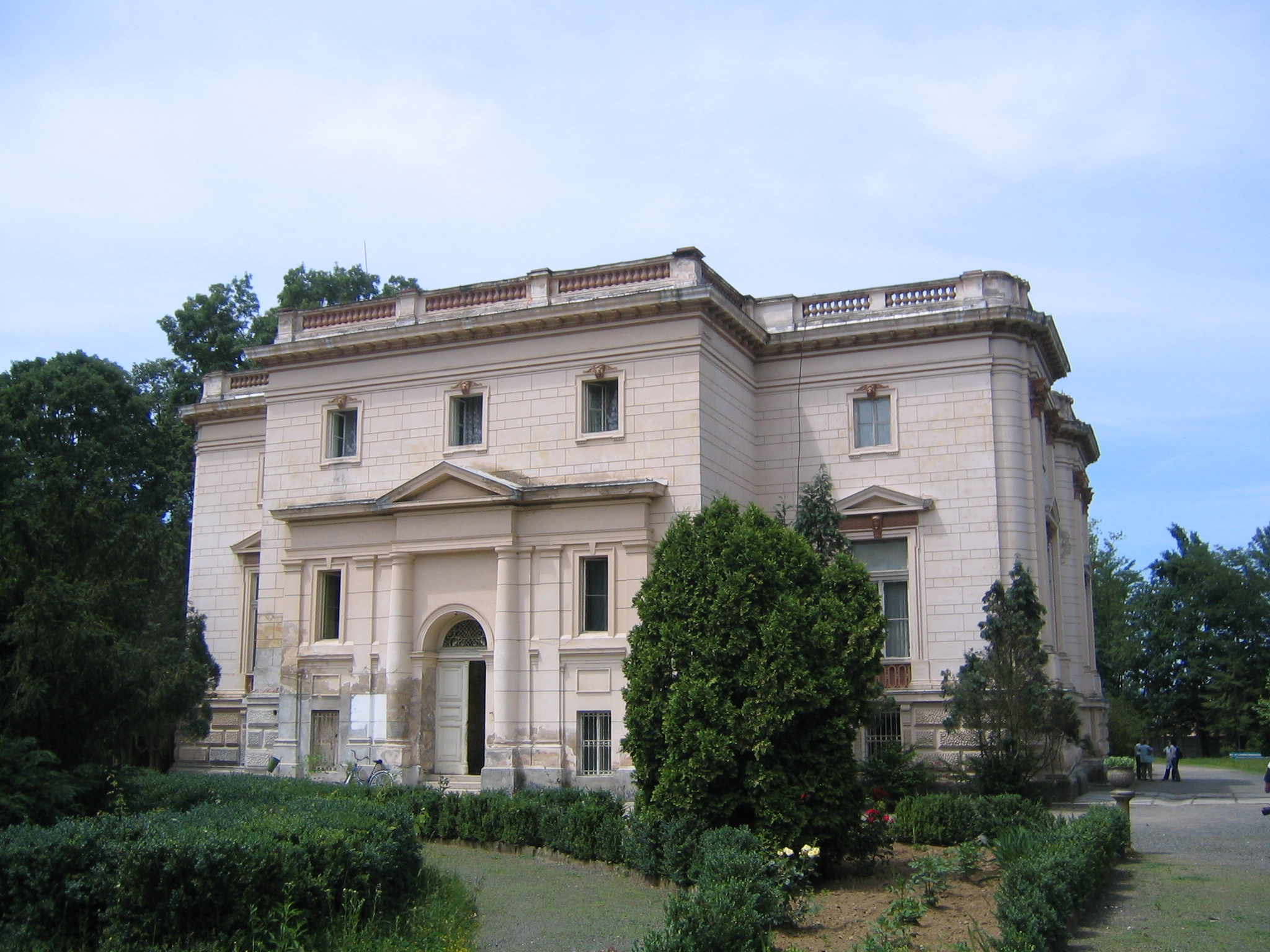
Château de Căpâlnaș
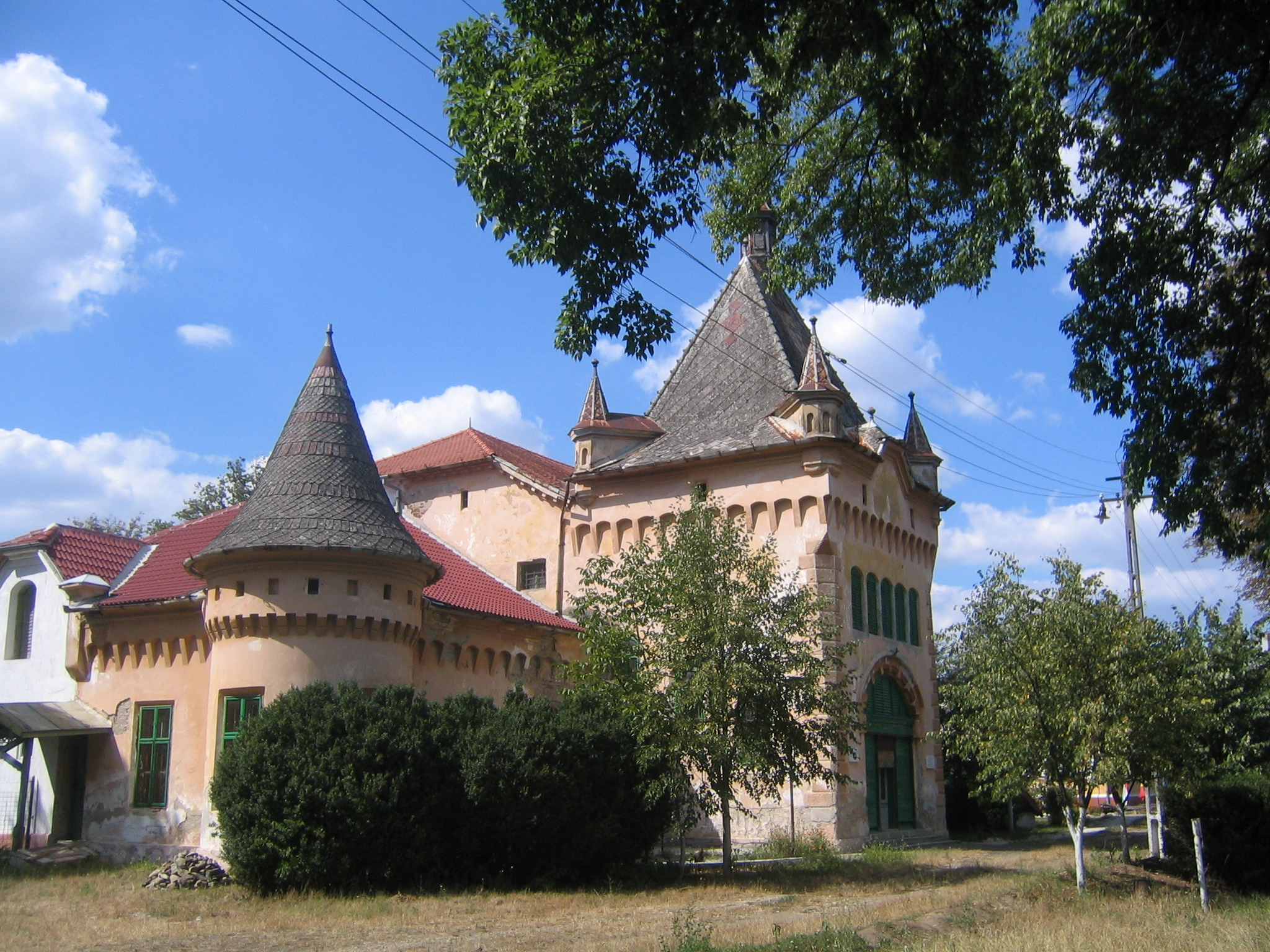
Château Purgly de Șofronea
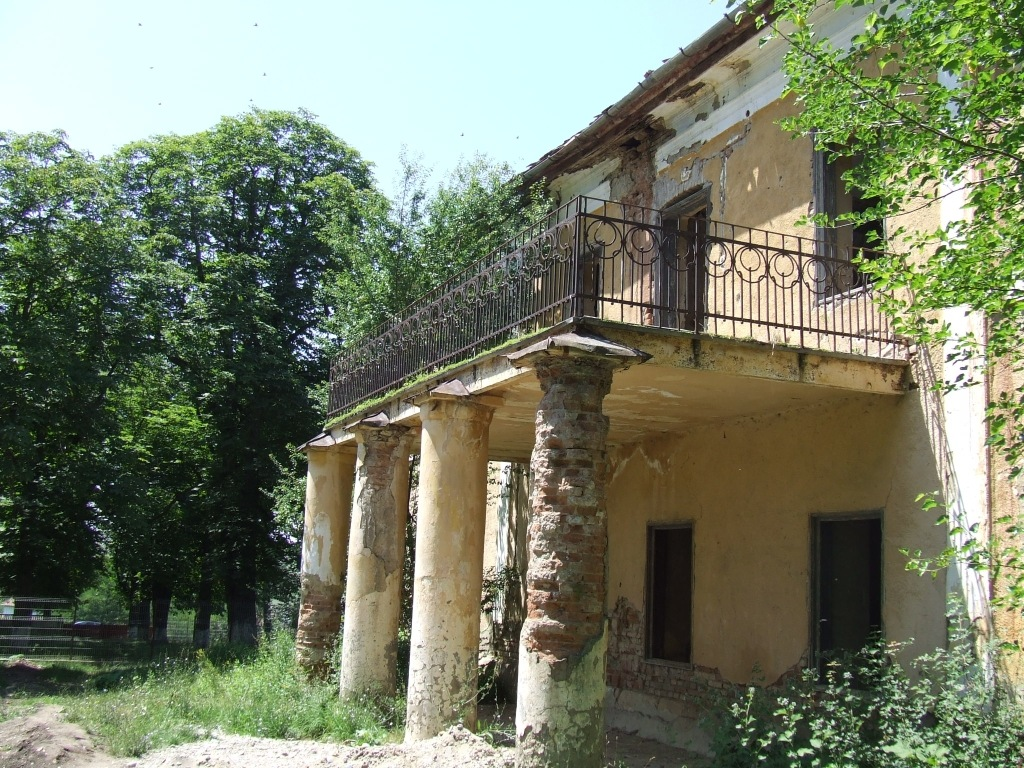
Château Béldy de Geaca
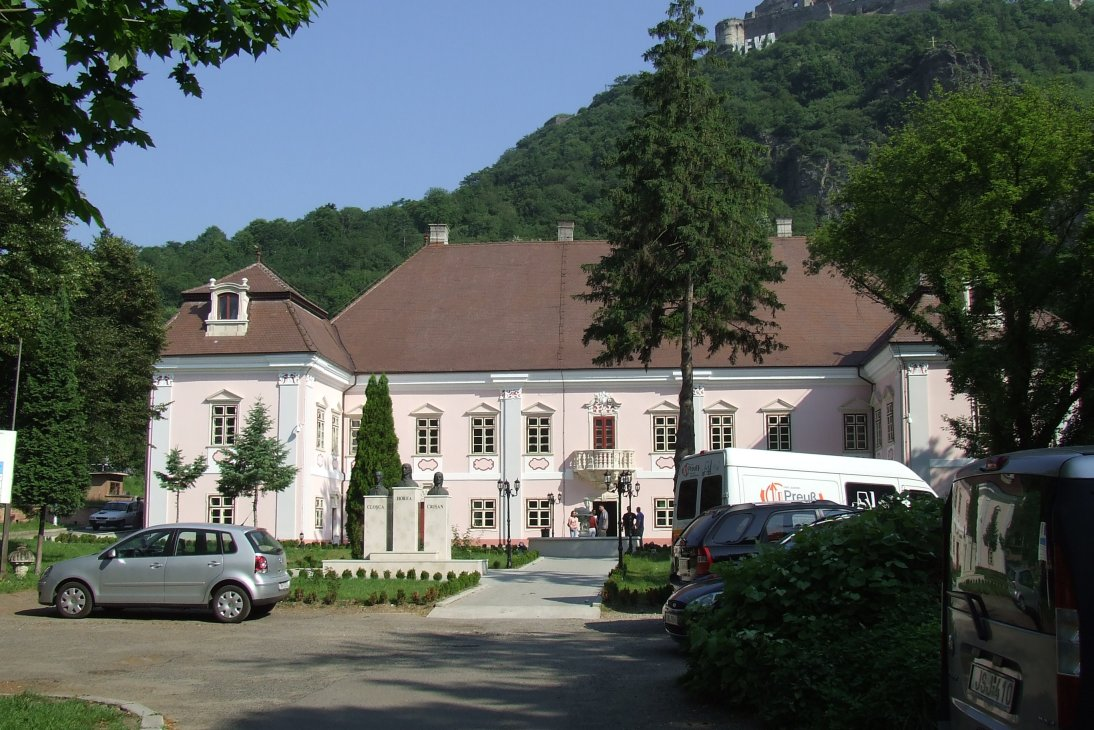
Magna Curia de Deva
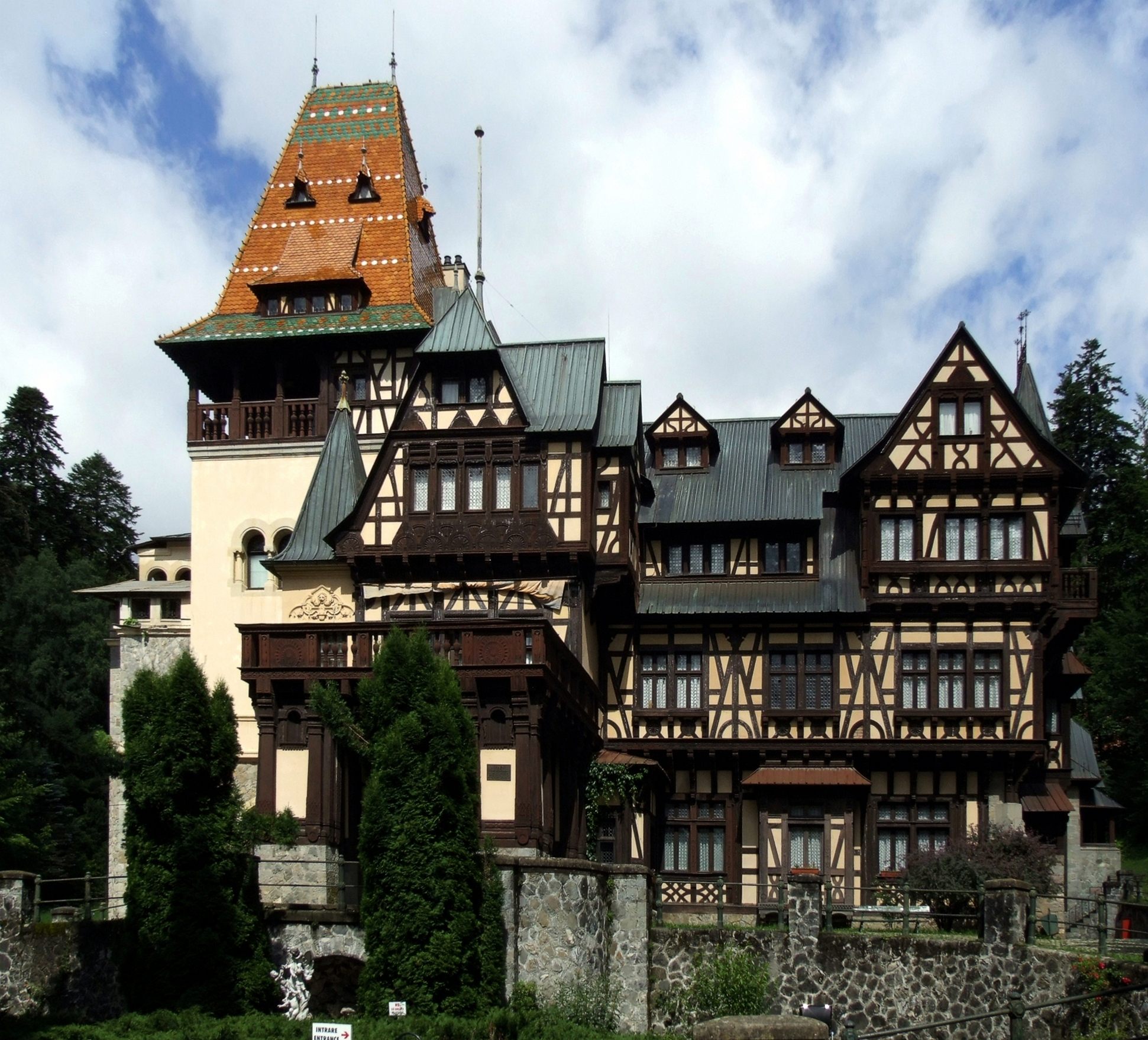
Château de Pelișor à Sinaia
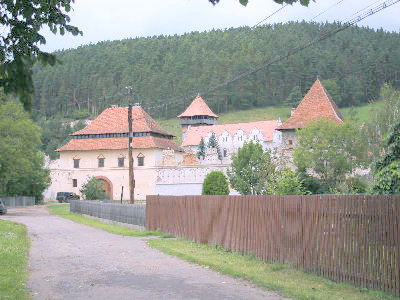
Château Lázár de Lăzarea
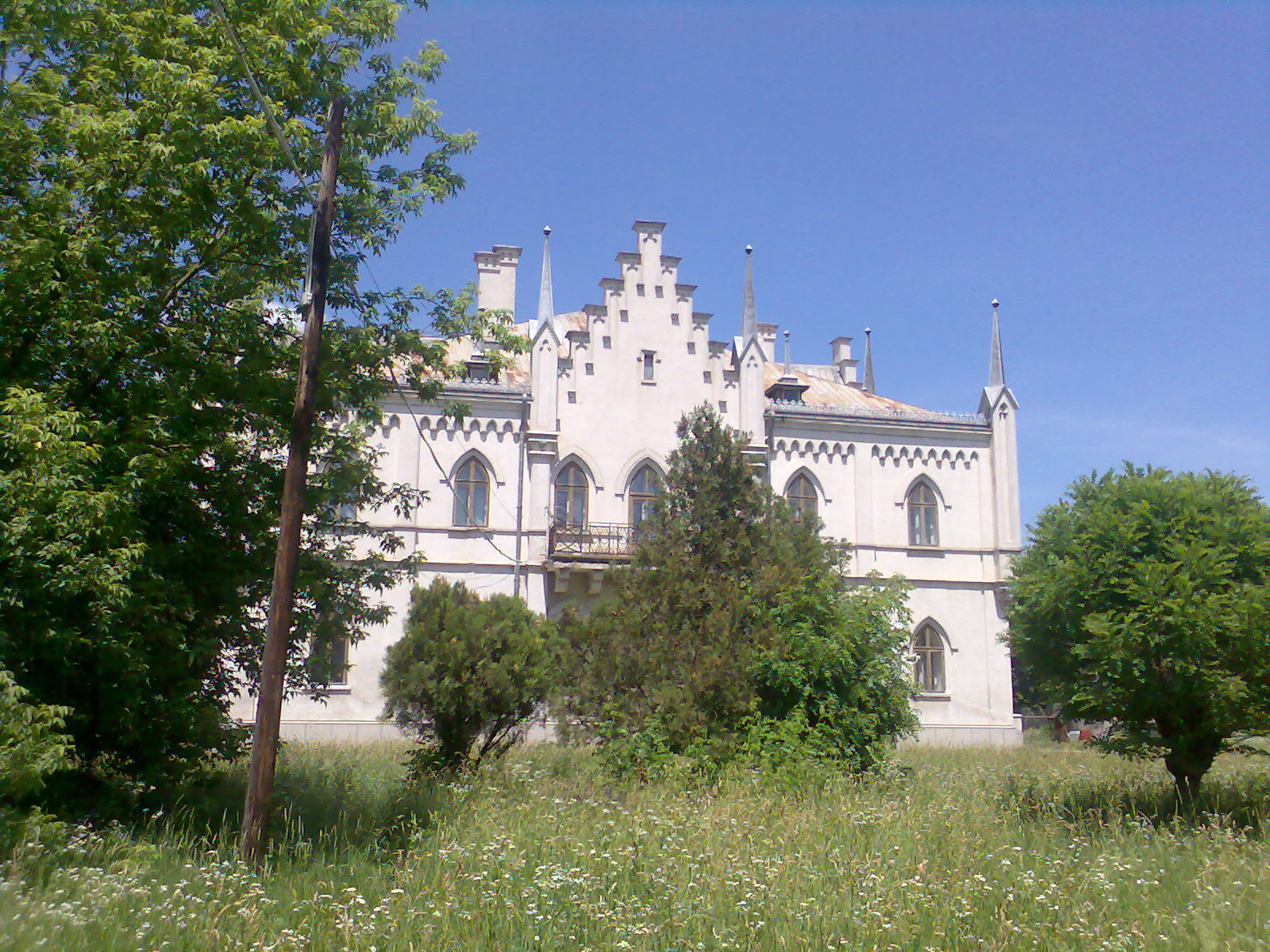
Palais Cuza de Ruginoasa
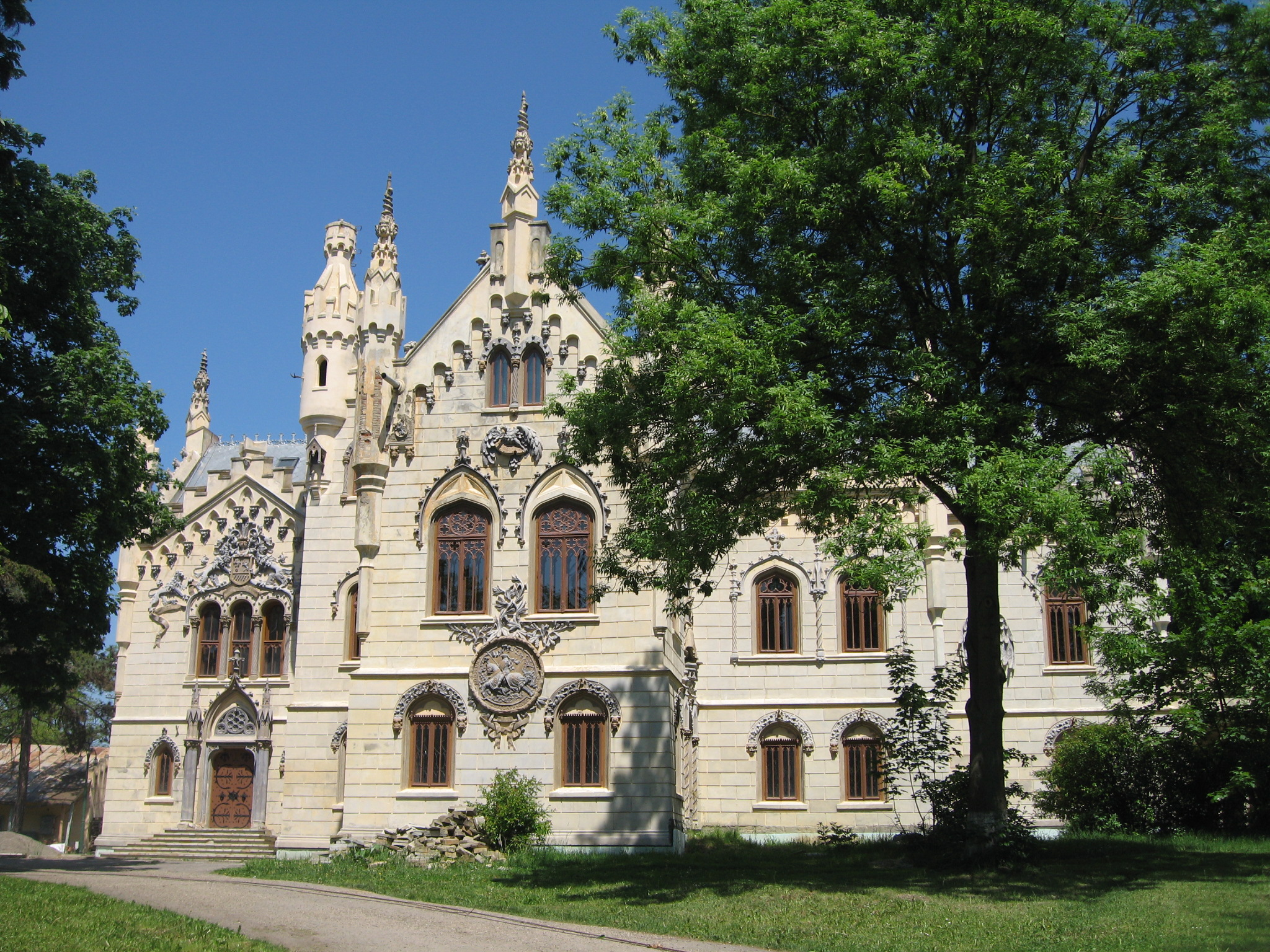
Château Sturdza de Miclăușeni
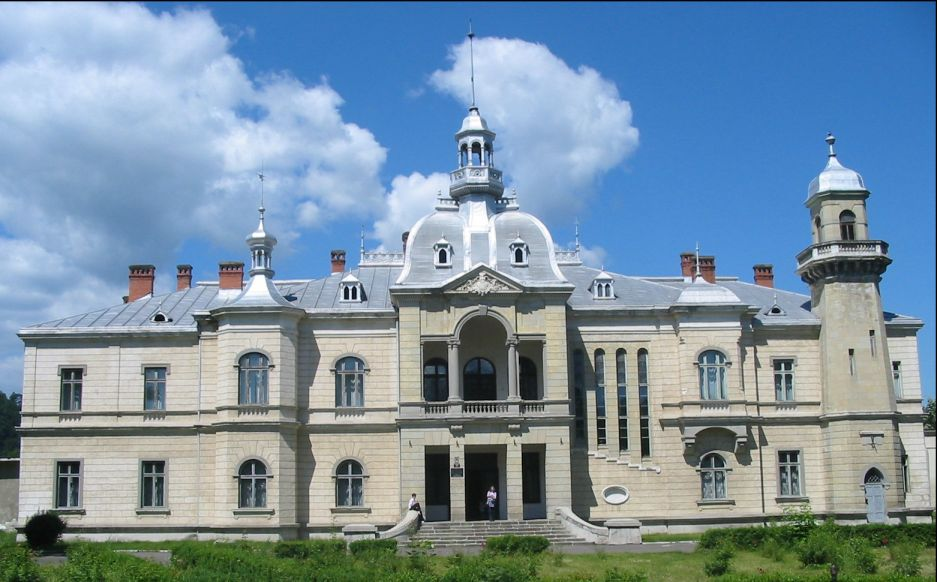
Palais Ghica de Comănești
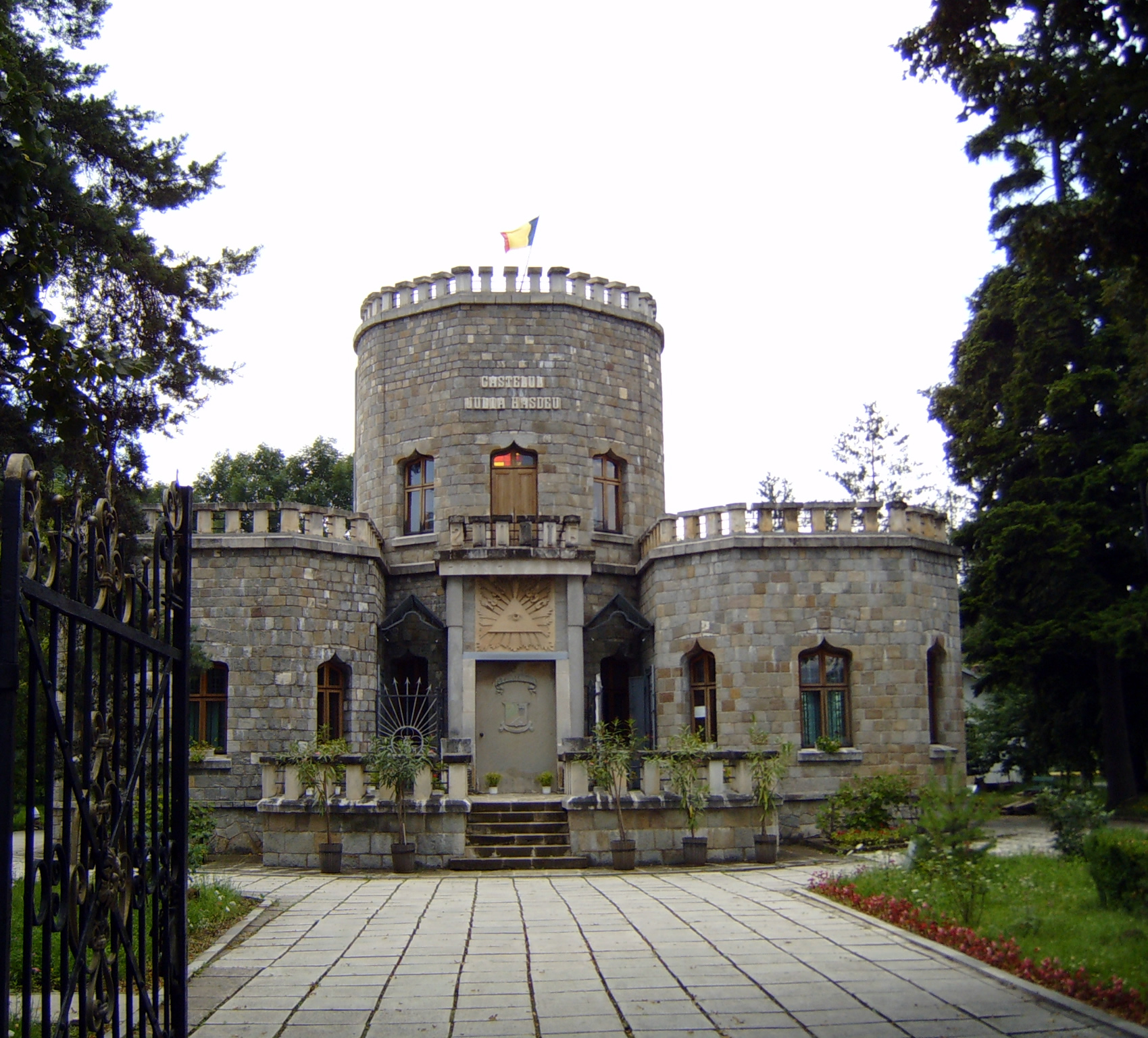
Château Iulia Hasdeu de Câmpina
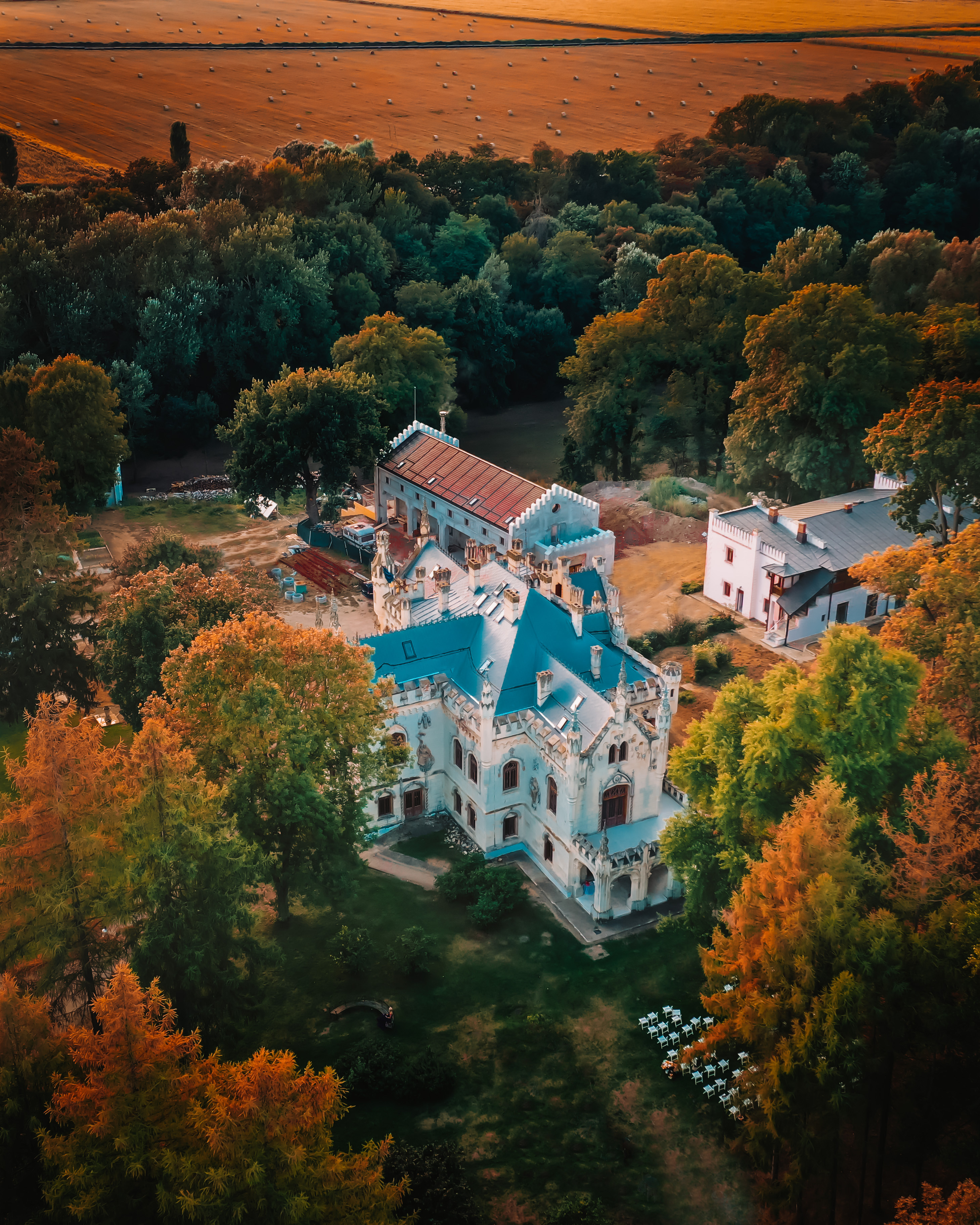
Le chateau de Miclăușeni. Aout 2020.